# José de San Martín
José de San Martín, volledige naam José Francisco de San Martín Matorras (Yapeyú (Corrientes), 25 februari 1778 – Boulogne-sur-Mer (Frankrijk), 17 augustus 1850) was een Spaans-Argentijns generaal en de belangrijkste zuidelijke leider van de Zuid-Amerikaanse onafhankelijkheidsstrijd. Hij is de nationale held van Argentinië.

## Levensloop in het kort
Hij verliet Zuid-Amerika op jonge leeftijd en studeerde in Madrid. Hier raakte hij bevriend met de Chileen Bernardo O'Higgins. In 1789 sloot hij zich aan bij het Spaanse leger om tegen de Fransen te vechten. Hij nam deel aan verschillende veldslagen, waaronder de Slag bij Bailén en de Slag bij Albuera. Tijdens deze periode kwam San Martín in contact met aanhangers van Zuid-Amerikaanse onafhankelijkheid.
In 1812 zeilde hij naar Buenos Aires vanuit Engeland en bood zijn diensten aan bij de "Verenigde Provincies van het Zuiden" (ruwweg overeenkomend met het huidige Argentinië). Na de Slag bij San Lorenzo in 1813, kreeg hij het commando over het "Leger van het Noorden" en begon plannen te maken om Lima aan te vallen. Volgens dit plan zou eerst een leger bijeen worden gebracht in Cuyo, Chili zou worden bevrijd waarna Lima vanuit de zee zou worden aangevallen.
In 1817 trok hij vanuit Mendoza over de Andes, een onderneming die vergeleken kan worden met de trek over de Alpen door Hannibal en Napoleon. In Chili aangekomen leverde hij slag bij Chacabuco en Maipú (1818). In samenwerking met Bernardo O'Higgins werd Chili bevrijd.
Lima werd in 1821 veroverd waarna San Martín op 12 juli 1821 benoemd werd tot 'Beschermer van Peru'. Na een onderhoud onder vier ogen met zijn mede-bevrijder Simon Bolívar bij Guayaquil, Ecuador op 22 juli 1822, legde San Martín plotseling het commando over zijn leger neer en trok zich terug uit de politiek en het leger. In 1824 verliet hij Zuid-Amerika om in Frankrijk te gaan wonen. Veel historici hebben zich later afgevraagd wat er tijdens de ontmoeting van 22 juli is besproken maar hierover is nooit een eenduidige mening gekomen.
Simón Bolívar en San Martín worden beschouwd als de belangrijkste Libertadores van Spaans Zuid-Amerika.

## Geboorte
José de San Martín was de zoon van de Spanjaard Juan de San Martín en Gregoria Matorras. Hij was het vijfde en laatste kind geboren op 25 februari, 1778 in Yapeyú, een klein stadje in Corrientes, Argentinië.
Vanaf 1774 was zijn vader Luitenant-Gouverneur van Yapeyú. In 1781 verhuisde de familie naar Buenos Aires.

## Spanje
In 1784, kreeg zijn vader een andere post, deze keer in Spanje. En zo verhuisde de familie naar Spanje waar San Martín vanaf 1785 ging studeren aan het Koninklijk adellijk Seminarie in Madrid. Tijdens zijn studie aan de Seminarie raakte hij bevriend met Bernardo O'Higgins.
Toen hij 11 was verliet San Martín het Koninklijk adellijk Seminarie en sloot zich aan bij het Regiment van Murcia. Hier begon zijn militaire loopbaan.

### Militaire loopbaan in Europa
Nadat hij zich bij het Regiment van Murcia had aangesloten nam San Martín deel aan verschillende campagnes in Afrika, waarbij hij onder andere in Melilla en Oran vocht. In 1797, tegen het eind van de Eerste Coalitieoorlog, vocht hij tegen Frankrijk in de Pyreneeën en kreeg hij de rang van onderluitenant. In augustus van hetzelfde jaar gaf zijn regiment zich over aan strijdkrachten van het Verenigd Koninkrijk. Kort hierna vocht hij in Zuid-Spanje vooral in Cádiz en Gibraltar met de rang van 2e Luitenant van de Lichte infanterie.
Bij het begin van de Spaanse Onafhankelijkheidsoorlog in 1808 werd San Martín adjudant van het Eerste Regiment Voluntarios de Campo Mayor. Na gevechten tegen de Fransen, werd hij benoemd tot kapitein "Van het Bourbonregiment".
Op 19 juli 1808 versloegen de Spanjaarden de Fransen in de Slag bij Bailén. Hierdoor kan het Leger van Andalusië Madrid aanvallen en innemen. Voor zijn prestaties tijdens de slag werd gedecoreerd met een gouden medaille en gepromoveerd tot luitenant-kolonel.
Tijdens zijn verblijf in Spanje leerde San Martín verschillende Creolen kennen en raakte bekend met onafhankelijkheidsbewegingen in Amerika. Jaren later (11 september 1848) vertelde hij in een brief aan Ramón Castilla dat na een ontmoeting met andere Amerikanen bij Cádiz ze hoorden van het oproer in Caracas en Buenos Aires en besloten om terug te keren naar hun geboorteland en bij te dragen aan de strijd die zeker zou verhevigen.
Op 16 mei 1811 nam hij deel van de Slag bij Albuera onder bevel van generaal William Beresford. Tijdens de slag ontmoette hij de Schot Lord MacDuff die hem introduceerde bij de Vrijmetselaarsloges die betrokken waren bij complotten voor Zuid-Amerikaanse onafhankelijkheid. San Martín verzocht om ontslag uit het Spaanse leger wat toegestaan werd.

## Engeland
Met de hulp van Lord MacDuff, verkreeg San Martín een paspoort naar Engeland waar hij verschillende creolen ontmoette die lid waren van de Logia de los Caballeros Racionales (Loge van de Ridders van de Rede) opgericht door de Venezolaan Francisco de Miranda. Volgens Argentijns geschiedkundige Felipe Pigna werd San Martín geïntroduceerd in het Maitland Plan door leden van de loge opgericht door Miranda en Lord MacDuff.
In 1812 vertrok San Martín naar Buenos Aires aan boord van het Britse fregat George Canning.

## Zuid-Amerika

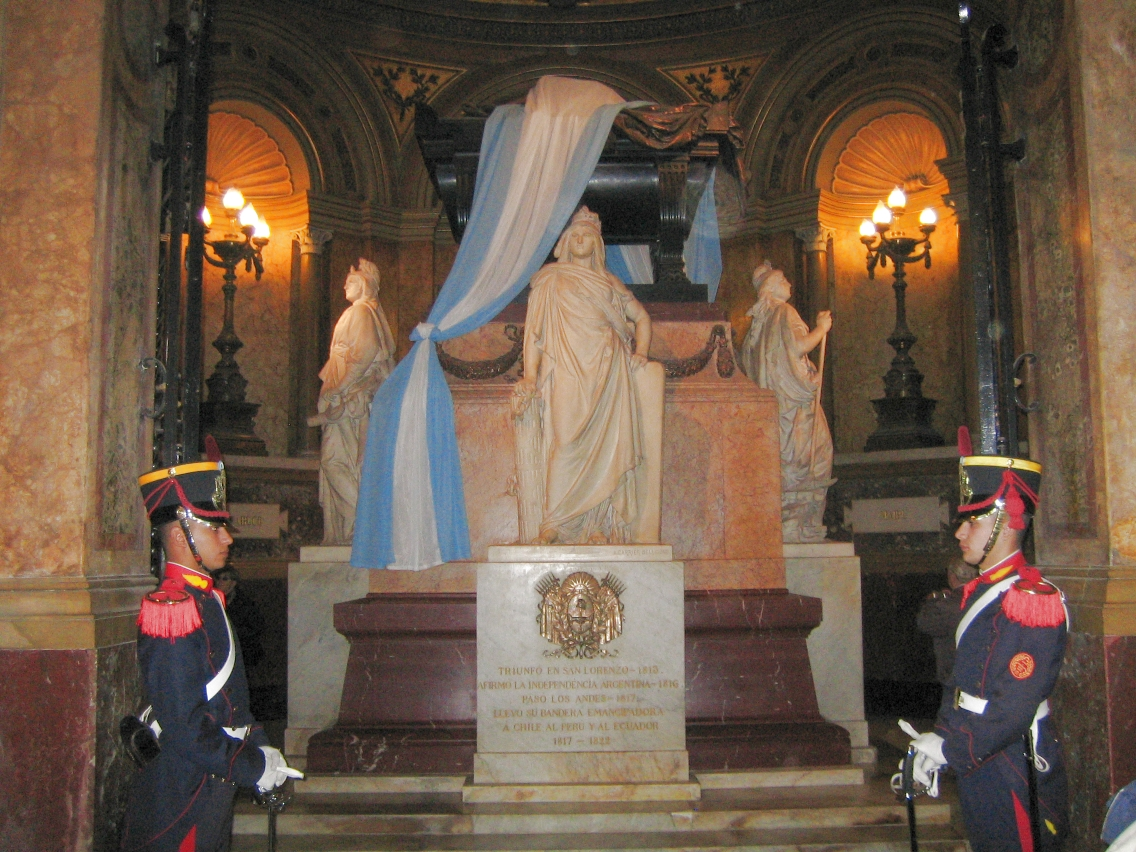
San Martíns tombe in de kathedraal van Buenos Aires

### Argentinië
Na zijn aankomst in Buenos Aires op 9 maart 1812 werd zijn rang van Luitenant Kolonel erkend door het Triumviraat en werd hem de oprichting van het Bereden Regiment Grenadiers (Regimiento de Granaderos a Caballo) toevertrouwd. Dit regiment zou het beste getrainde wapen van de revolutie worden.
Gedurende 1812 richtte San Martín zijn training op de moderne oorlogstechnieken die hij ervaren had tijdens zijn dienst in de Spaanse Onafhankelijkheidsoorlog. Samen met Carlos María de Alvear en José Matias Zapiola, richtte hij ook de Logia Lautaro op, eenzelfde soort loge als de onafhankelijke loges uit Londen en Cádiz. In augustus trouwde hij met María de los Remedios de Escalada een jonge vrouw van een van de plaatselijke rijke families.
In oktober 1812 werd in Buenos Aires bekend dat het Noordelijke leger onder leiding van Manuel Belgrano een overwinning had behaald. Onder druk van de Lautaro Loge, hierin ondersteund door San Martíns strijdkrachten en publieke opinie, trad het Eerste Triumviraat af en werd het Tweede Triumviraat gevormd. De leden waren Juan José Paso, Nicolás Rodríguez Peña, and Antonio Álvarez Jonte (Rodríguez Peña and Álvarez Jonte waren leden van de loge). Deze nieuwe regering versterkte de positie van het leger en besloot Montevideo te belegeren dat gecontroleerd werd door Spaanse loyalisten. Op 17 december 1812, werd San Martín gepromoveerd tot kolonel.

#### Begin van zijn militaire loopbaan in Zuid-Amerika
Op 28 januari 1813 werd San Martín met zijn Bereden Grenadiers (bestaande uit ongeveer 150 soldaten) uitgezonden om de kust rond de rivier Paraná te beschermen tegen een Spaanse vloot (11 schepen onder commando van generaal José Zavala). 's Ochtends 3 februari gingen 250 man aan land en vochten tegen San Martín in de Slag van San Lorenzo.
Tijdens het gevecht werd San Martíns paard gedood en raakten zijn benen onder het dode dier bekneld. Sergeant Juan Bautista Cabral hielp San Martín zich te bevrijden uit zijn netelige positie. Ondertussen werd Cabral aangevallen en raakte gewond. Na de slag overleed hij aan zijn opgelopen wonden. San Martín werd gepromoveerd tot generaal. Het was zijn eerste militaire onderneming in Zuid-Amerika.

#### Leger van het Noorden
Na de overwinningen van het Leger van het Noorden in de veldslagen bij Tucumán en Salta, verloor het leger onder leiding van Manuel Belgrano terrein na de nederlagen bij Vilcapugio (1 oktober) en Ayohuma (14 november) 1813. Het Triumviraat besloot om San Martín naar het leger te sturen met een klein infanterie leger en zijn cavalerie regiment.
Nadat hij zich bij het Leger van het Noorden had aangesloten kreeg hij het commando in januari 1814. Belgrano werd zijn onderbevelhebber. San Martín trok met het leger naar Tucumán en begon het te trainen. Hiertoe stichtte hij een nieuwe militaire school. Kolonel Martín Miguel de Güemes werd gestuurd om de loyalisten uit Peru te bevechten en zo tijd te winnen. Hierop volgde kleine gevechten in Salta en Jujuy. Na het nieuws van de overwinning van Guillermo Brown tegen de loyalistische vloot en de daaropvolgende blokkade van Montevideo, trokken de loyalisten zich terug naar om hun strijdkrachten te verenigen.
In april 1814 kreeg San Martín verlof voor de behandeling van een ziekte en vertrok bij naar Córdoba.
Onder zijn bevel werd de logica van het Maitlandplan onderstreept. De Koninklijke strijdkrachten uit Boven - Peru (huidig Bolivia) konden redelijk eenvoudig verslagen worden wanneer zij zich in Salta of Jujuy begaven maar als de revolutionaire strijdkrachten zich naar Boven-Peru begaven werden zij zelf even simpel verslagen.
Het Maitlandplan hield kort samengevat in dat eerst het grondgebied van het huidige Argentinië moest worden bevrijd, daarna met hulp van Chileense onafhankelijkheidsstrijders Chili en daarna het huidige Peru en Bolivia.

#### Gouverneur van Cuyo
In Córdoba ging San Martín verder met de voorbereidingen van zijn plan om Lima - de hoofdstad van Onderkoninkrijk Peru - aan te vallen via Chili. Hiertoe verzocht hij de regering hem te benoemen tot gouverneur van Cuyo. Later zond de voorlopige regering van de Verenigde Provincies van de Rio de la Plata Juan Pueyrredón. Deze gaf San Martín volledige steun voor zijn plan.
Tijdens zijn voorbereiding voor de oversteek van de Andes hield San Martín zich ook met zijn taken als gouverneur bezig. Hij verbeterde een striktere inning van de belastingen, gereglementeerde boerenarbeid, liet de bevolking massaal inenting tegen pokken en stichtte een bibliotheek. Ook organiseerde hij de post door de beveiliging te verbeteren. Ondertussen probeerde hij andere provincies over te halen zich onafhankelijk te verklaren.
Een maand nadat hij gouverneur werd versloegen in Chili de royalisten de opstandelingen onder leiding van Bernardo O'Higgins. Na de nederlaag vluchtte O'Higgins de Andes over.
San Martín versterkte zijn spionagenetwerk met de zogenaamde Guerra de zapa. (In het Spaans is dit een woordspeling op de uitdrukking Trabajo de zapa wat de betekenis heeft van geheime werkzaamheden met een verborgen doel.)
Hiertoe zond San Martín zijn Aide-de-camp en amateur cartograaf Álvarez Condarco naar Chili om verschillende streken te verkennen, vooral de Chacabuco regio. Een andere maatregel was het verzorgen van valse informatie naar Chili over de mogelijke invasieroutes en spionage over mogelijke aanvallen van de royalisten.

##### Leger van de Andes

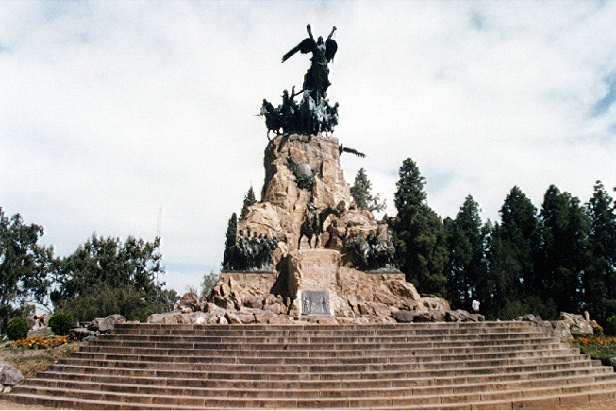
Cerro de la gloria: Monument voor het Leger van de Andes in Mendoza, Argentinië.

Tijdens zijn gouvernement organiseerde hij het leger van Cuyo. Op 8 november 1814 werd het 11e infanteriebataljon opgericht waarvan het Chilicorps onderdeel van was. Dit Chileense corps bestond uit de restanten van het leger dat de Andes over was gevlucht na de nederlaag in de Slag bij Rancagua.
Tegen oktober 1815, na bijdragen van verschillende provincies, bestond het leger uit 1600 infanteriesoldaten, 1000 man cavalerie, 200 man artillerie en 10 kanonnen.
Er waren echter veel problemen zoals de kleine voorraden kruit, ijzer en uniformen. Omdat de bestaande lokale industrie niet groot genoeg was om het leger van de Noorden te bevoorraden loste San Martín het probleem om door in Cuyo zelf industrie op te richten.
San Martín werd gesteund door het (nationale) Opperste Directie van de Verenigde Provincies van de Rio de la Plata. Verschillende regionale leiders waren sceptisch over de haalbaarheid van een onderneming tegen het Onderkoninkrijk Peru via de Andes en boden geen steun. Toch benoemde Pueyrredón op 1 augustus 1816 San Martín tot 1e generaal van het tot Leger van de Andes omgedoopte leger.
Aan het einde van de voorbereiding had Leger van de Andes 3 generaals, 28 chefs, 207 officieren, 15 burgerlijke employees, 3778 soldaten, and 1392 hulptroepen (totaal 5423 man), 18 artilleriestukken, 1500 paarden en 9280 muilezels. Dit alles kwam onder het commando van San Martín.

#### De Andes over
In september 1816, verplaatste San Martín zijn Leger van de Andes naar Plumerillo, in het noorden van Mendoza. Hier rondde hij de laatste zaken af om de Andes over te kunnen steken. Het leger werd verdeeld in 2 grote en 4 kleine colonnes waarbij de gekozen route nog geheim bleef.
De eerste grote colonne vertrok 18 januari 1817, met de artillerie naar Chili door Uspallata, onder bevel van generaal Las Heras. 1 februari bereikten ze Las Cuevas (Chili).
De 2e colonne leidde San Martín zelf. Ze vertrokken op 19 januari door de Los Patos pas en bereikten San Andrés de Tártaro op 8 februari. Hier sloot Las Heras zich bij hem aan en was de eerste fase van de tocht voltooid. Voor de vereniging van de twee grote colonnes hadden ze beiden al slag geleverd. De eerste colonne had de royalisten bevochten in Potrerillos (provincie Mendoza), terwijl de strijdkrachten onder leiding van San Martín slag hadden geleverd bij Achupallas en Las Coimas.
De tocht over de Andes duurde eenentwintig dagen. Het was een extreem moeilijke onderneming:
de temperatuur verschilde boven de 30 °C overdag tot −10 °C 's nachts. De hoogte van de Andes was gemiddeld 3000 meter en de paden werden gewoonlijk gebruikt door de lokale bevolking op muilezels en waren door hun smalheid en steilheid weinig geschikt voor de tocht door een heel leger. Ongeveer 300 man (5,5% van het totaal) verloor tijdens de tocht het leven, de meesten door de barre omstandigheden. San Martín zelf was verre van gezond en werd het grootste deel van de reis per brancard vervoerd.

### Campagne in Chili
Na de tocht over de Andes en inval in Chili namen de Spaanse strijdkrachten posities in bij de Mont Cuesta Vieja in voorbereiding op de strijd.

#### Slag bij Chacabuco

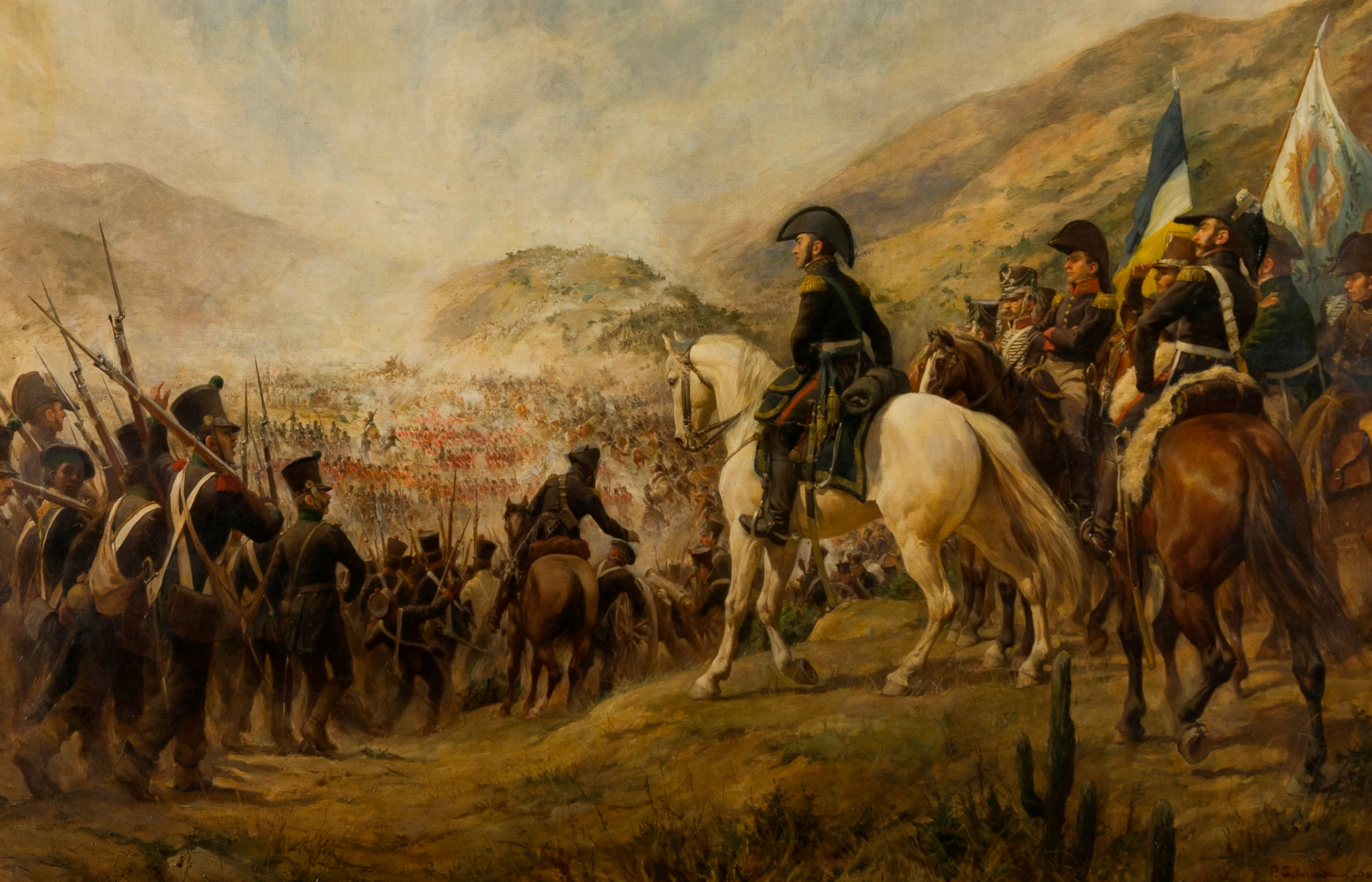
De Slag bij Chacabuco, 1817

Op 10 februari 1817 was het Leger van de Andes in de Aconcagua vallei en omdat de Spanjaarden nog niet volledig hun posities hadden ingenomen liet San Martín onmiddellijk voorbereidingen treffen om aan te vallen. Ondanks een zware aanval van artritis nam San Martín het bevel. Ziende dat de Spanjaarden in de minderheid waren en het element van verrassing bij hem lag, probeerde hij de slag zo te laten lopen dat de Spanjaarden zich zonder veel bloedvergieten zouden overgeven.
Op 12 februari 1817 begonnen twee divisies de Mont Cuesta Vieja te beklimmen. De linker divisie stond onder bevel van generaal Miguel Soler en zou zich positioneren achter de loyalisten, de rechter divisie onder leiding van O'Higgins zou volgens plan de voorhoede aanvallen. Ondertussen begonnen patrouilles van het Regiment van Bereden Grenadiers de omgeving te verkennen.
Tegen 10 uur ´s avonds stootten de Grenadiers op de voorhoede van de verraste royalisten. Hun generaal Rafael Maroto had verwacht nog zeker twee dagen te hebben om zijn troepen in positie te brengen en meer troepen aan te laten voeren. De Grenadiers vielen meteen aan en wisten hun tegenstanders op de vlucht te jagen. O'Higgins verzocht nu om de vluchtende loyalisten te mogen achtervolgen. San Martín stemde toe maar gaf aan dat hij beter kon wachten totdat Soler in positie was. Desondanks zette O'Higgins de achtervolging in, kon de vluchtenden niet vinden, maar kwam wel binnen schietafstand van de hoofdmacht van de loyalisten. Aan deze moeilijke positie kwam een einde toen Soler zijn positie had bereikt en de royalisten in de rug aanviel. Dit bezorgde het Leger van de Andes de overwinning.
Aan Spaanse zijde vielen 600 slachtoffers en werden 500 man krijgsgevangen gemaakt. Ook kwamen veel wapens en artillerie in de handen van de rebellen. De rebellen telden 12 doden en 100 gewonden.
Na zijn overwinning zond San Martín een bericht aan de regering:
"Het Leger van de Andes heeft glorie behaald en kan het volgende rapporteren: In vierentwintig dagen hebben we de campagne voltooid, de tocht over de hoogste bergen van de aarde, de tirannen vernietigd en Chili bevrijd".

#### Nasleep van Chacabuco

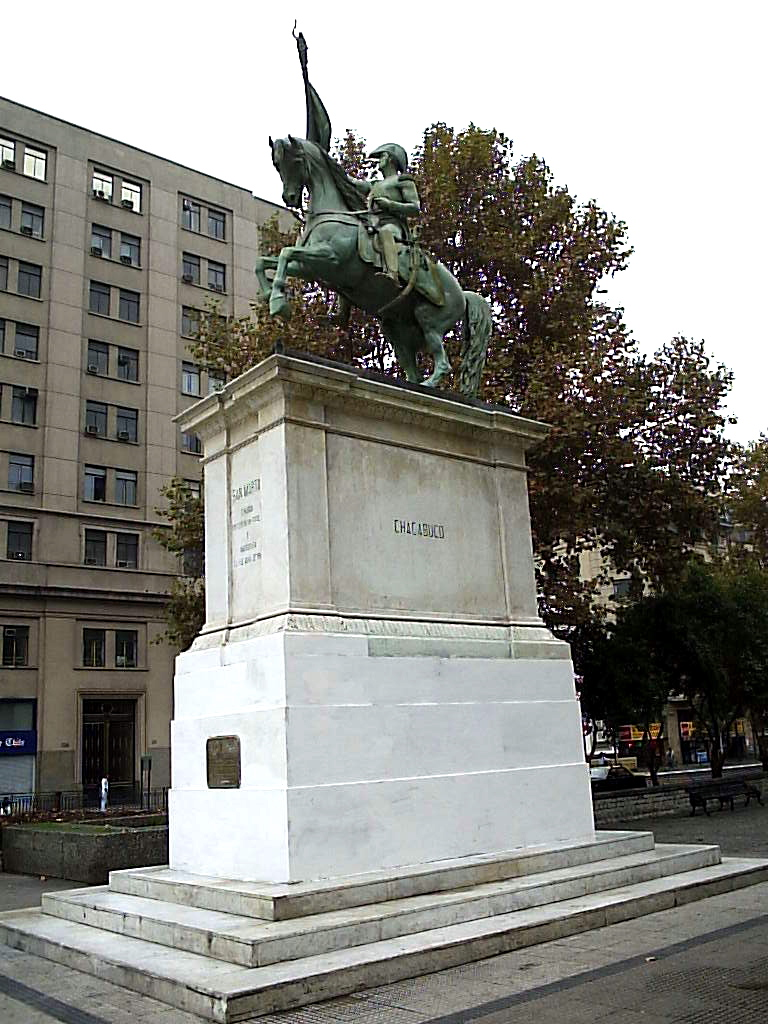
Standbeeld van José de San Martín in Santiago.

Op 14 februari trokken San Martín en O'Higgins in triomf Santiago binnen en in een bijeenkomst in de open stadshal werd San Martín benoemd tot gouverneur van Chili. San Martín trad onmiddellijk af en zo werd O'Higgins gekozen tot Opperste Directeur van de Staat Chili.
Het Verenigde Leger werd opgericht uit Chileense en Argentijnse soldaten. De Chileense soldaten kwamen onder commando van O'Higgins, terwijl San Martín chefgeneraal werd van het hele Verenigde Leger.
Om gelden te bijeen te zamelen voor een vloot vertrok San Martín naar Buenos Aires. Na onderhandeling met Pueyrredón vertrok een delegatie naar Londen om schepen te verkrijgen voor een nieuwe vloot in de Stille Oceaan.
Terug in Chili tegen het eind van 1817, stuurde San Martín een afvaardiging naar Lima. Onder het voorwendsel een gevangenenruil voor te stellen aan Onderkoning Joaquín de la Pezuela van Peru, probeerde de delegatie zo veel mogelijk te weten te komen van de plannen van de loyalisten. Het nieuws waarmee ze terugkwamen was dat een Spaans leger onder Mariano Osorio klaar stond om zeil te zetten naar Zuid-Chili.
Ondanks het succes van de Slag bij Chacabuco en de verovering van Santiago Noord-Chili door de rebellen hadden de royalisten nog sterke steunpunten in Zuid-Chili. De steunpunten werden versterkt door de mannen onder het commando van Osorio. Ook hadden de royalisten zich verbonden met de inheemse Mapuche-indianen.

#### Slag bij Cancha Rayada
Op 19 maart 1818 bezette een royalistische strijdkracht van vijfduizend man onder leiding van Osorio zich bij Talca (Chili). De legermacht van Verenigde Leger was zevenduizend man sterk en nam posities in rond de Cancha Rayada-vlakten.
Generaal Osorio wist dat hij in de minderheid was, zowel qua manschappen en cavalerie, en was hierdoor in begin niet geneigd om een directe confrontatie aan te gaan. Na een suggestie van kolonel José Ordóñez werd besloten tot een nachtelijke flank aanval. De verrassingsaanval vond plaats terwijl de soldaten van het Verenigde Leger hun posities nog niet helemaal hadden ingenomen. Het bataljon van O'Higgins kreeg het leeuwendeel van de aanval te verduren en werd grotendeels op de vlucht gejaagd. San Martín probeerde zijn positie te houden maar doordat steeds meer soldaten op de vlucht sloegen moest hij de terugtocht bevelen.
Tijdens de slag hadden de onafhankelijkheidsstrijders 150 man aan gesneuvelden te betreuren, 200 man was krijgsgevangen geraakt en honderden waren gedeserteerd. De loyalisten hadden ondanks hun overwinning eveneens zware verliezen geleden die voor hen ernstiger waren dan voor de rebellen: 200 man gesneuveld, 300 man krijgsgevangen en 600 gedeserteerd.
Na de aanvankelijke wanorde lukte het San Martín en zijn onderbevelhebbers om zich te hergroeperen in de buurt van Curicó. Hun leger bestond uit 3500–4000 man.

#### Slag bij Maipú

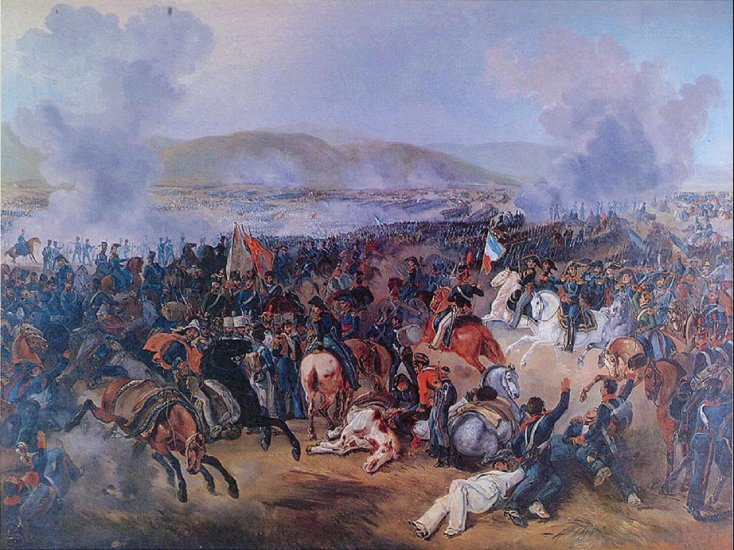
Slag bij Maipú, 1818

Na de slag bij Cancha Rayada trokken de royalisten op richting Santiago. Het Verenigde leger nam posities in bij Loma Blanca, nabij de Maipúvlakten. Het leger was verdeeld in drie divisies:
- Las Heras had het bevel over de rechter colonne,
- Kolonel Rudecindo Alvarado de linker,
- Quintana de achterkant.

De gewonde O'Higgins voerde het bevel over de reserve.
Rond 11 ´s ochtends op 5 april 1818 viel het Verenigde Leger fanatiek aan. De aanval duurde zes uur en de royalisten verloren. Osorio probeerde nog om zich te hergroeperen bij "Los Espejos" (De spiegels) maar slaagde er niet in het te bereiken en vluchtte met 1200 man naar Talcahuano met achterlaten van veel van hun wapens.
De royalisten verloren 2000 man en 3000 man werd gevangengenomen, evenals de complete artillerie. De onafhankelijkheidsstrijders aan de andere kant telden 1000 man slachtoffers.
Als gevolg van de slag verloren de Spanjaarden de controle over Noord-Chili. De verklaarde onafhankelijkheid was grotendeels bereikt. In Zuid-Chili behielden de loyalisten slechts duizend man.

#### Vloot van de Pacific
Vanaf de Slag bij Chacabuco had San Martín bij de regeringen van Santiago en Buenos Aires aangedrongen op het bouwen van een vloot. Er waren ook pogingen gedaan om in de VS en Engeland schepen te kopen of te huren, maar interne politieke strubbelingen in Argentinië en de blokkade door Spanje hadden het project vertraagd.
Wegens de langgerektheid van Chili en het bergachtige landschap was koloniaal Chili voor interne communicatie en handel afhankelijk van de scheepvaart. Dit had tot gevolg dat er in Chili veel dokken waren en veel zeelui.
Na de slag bij Maipu trok San Martín naar Buenos Aires om de vloot nieuw leven in te blazen. Door te dreigen met ontslag kreeg hij van de Argentijnse regering toestemming het project voort te zetten.

### Peru
Op 20 augustus 1820 zette een vloot van 8 oorlogsschepen en 16 transportschepen zeil naar Peru onder commando van Thomas Cochrane.
De 7e september landde het leger bij Paracas en veroverde Pisco. San Martín verklaarde: "Mijn aankondiging is niet die van een veroveraar die een nieuwe slavernij wil creëren. Ik ben slechts het toevallige instrument van rechtvaardigheid en lotsbestemming. Het resultaat van de overwinning zal Perus hoofdstad haar zonen voor het eerst verenigd zien, vrij om hun regering te kiezen en hun plaats in te nemen onder de naties."

#### Campagne van Peru

Perus nationale vlag (1821-1822), gemaakt San Martín.

In tegenstelling tot eerdere campagnes waarin San Martín de aanval had gekozen, probeerde hij in de campagne van Peru confrontaties te vermijden en zijn doelen via diplomatie te bereiken. Hij probeerde de Peruaanse bevolking tot opstand aan te zetten en de onderkoning van Peru, Joaquín de la Pezuela, te bewegen om de onafhankelijkheid toe te staan.
Na de inneming van Pisco zette het leger opnieuw scheep en landde op 26 oktober bij Huacho. Wegens de strategische ligging van Huasco vestigde San Martín daar zijn hoofdkwartier.
Terwijl hij daar was hoorde San Martín van het uitbreken van een opstand bij Guayaquil onder leiding van de Peruaan Gregorio Escobedo.
Samen met de blokkade door de vloot van Cochrane en overwinningen van andere vrijheidsstrijders verzwakte dit de positie van de royalisten. Pezuela werd op 29 januari afgezet door José de la Serna. In reactie hierop gaf San Martín een verklaring uit waarin de rechten van de Peruaanse bevolking gewaarborgd werden en ontwierp hij de eerste vlag van Peru.
Hierna marcheerde het leger richting Lima. Nieuwe onderhandelingen met de Spaanse koloniale regering liepen op niets uit omdat Spanje niet verder wilden gaan dan toestaan van afvaardiging naar het Spaanse parlement en voor de vrijheidsstrijders alleen onafhankelijkheid acceptabel was.

#### Beschermer van Peru

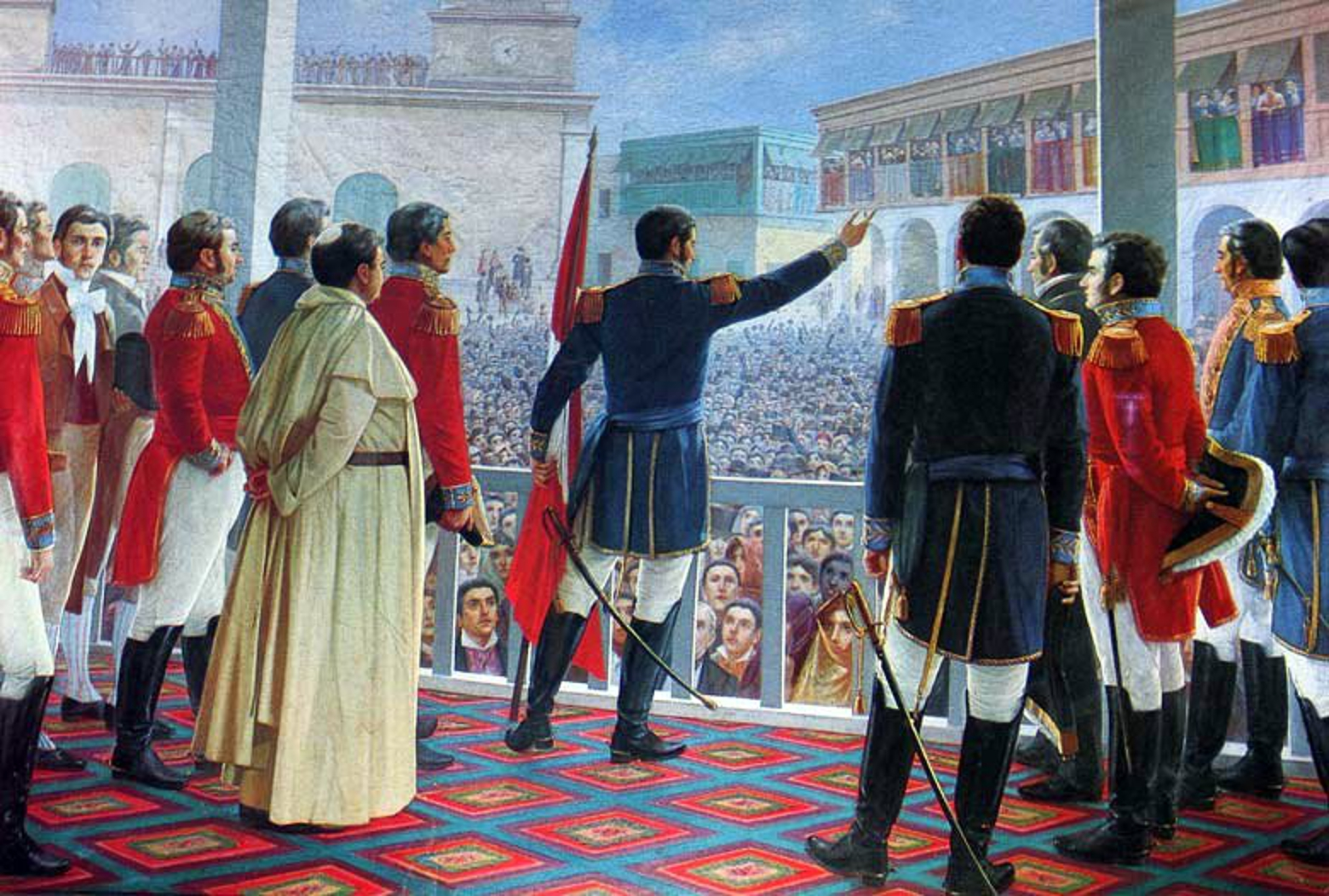
José de San Martín roept de onafhankelijkheid van Peru uit, Lima, 28 juli 1821.

Op 12 juli bezette San Martín Lima. Hij riep de onafhankelijkheid uit (28 juli 1821) en werd gekozen tot “Beschermer” van de jonge natie. In hetzelfde jaar stichtte hij de Nationale Bibliotheek van Peru waaraan hij zijn verzameling boeken gaf.
Nadat Peru's parlement bij elkaar was gekomen legde hij het commando neer.

### Ontmoeting in Guayaquil
26 juli 1822 vond de ontmoeting tussen San Martín en Simon Bolívar plaats bij Guayaquil. De details van het overleg zijn nooit bekend geworden waardoor door historici veel is gespeculeerd over wat is besproken. Sommigen denken dat Bolívars weigering om het commando over de gecombineerde legers te delen een belangrijke rol speelde. Andere theorieën leggen meer de nadruk op de energie en overtuigingskracht van Bolívar en San Martíns wens een confrontatie uit de weg te gaan. Na de ontmoeting trok San Martín zich terug uit de politiek en vestigde zich in Mendoza.

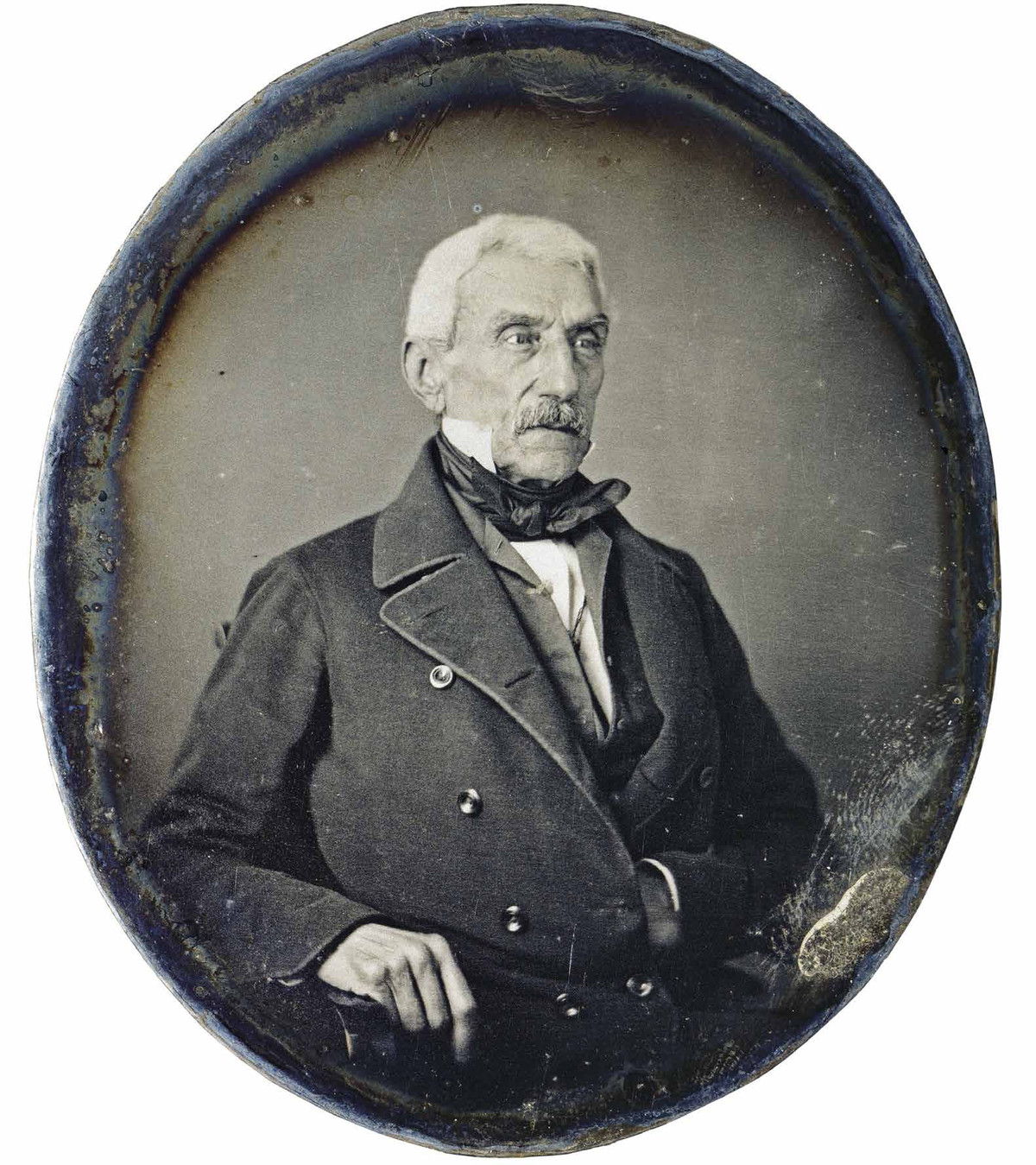
Generaal San Martín in Parijs, 1848

## Ballingschap in Europa
In 1824, na de dood van zijn vrouw Remedios de Escalada, vertrok San Martín met zijn dochter Mercedes naar Europa. Eerst leefde hij korte tijd in Engeland, daarna in Brussel. Hij woonde er met zijn dochter in de Bruidsstraat 9. In aanloop naar de Belgische Revolutie polsten burgemeester Wellens, de graaf van Merode en Alexandre Gendebien discreet of hij bereid zou zijn de militaire leiding van de opstand te nemen. Hij sloeg dit echter af en vertrok in 1829 terug naar zijn vaderland. In Buenos Aires weigerde men hem aan land te laten. Het schip maakte rechtsomkeer, en San Martín belandde terug in Brussel. Daar maakte hij de revolutie mee. Na afloop ervan ging hij met zijn dochter naar Frankrijk: eerst naar Parijs en in 1848 naar Boulogne-sur-Mer, waar hij zijn laatste dagen sleet. In deze periode werd hij geplaagd door ziekte en slechte gezondheid. Hij weigerde om deel te nemen aan de verwoestende oorlogen in zijn vaderland en stierf in 1850.
In 1880 werd zijn lichaam overgebracht naar Buenos Aires en herbegraven in de kathedraal van Buenos Aires.